# Драган Сакан
Драган Сакан (19. јул 1950 — 3. октобар 2010), пионир адвертајзинга на Балкану и зачетник креативног мишљења у Србији и земљама региона. Часопис Advertising Age, Washington описао га је као „готово митску фигуру, човека који је трансформисао пропаганду у адвертајзинг у региону.“ 
Оснивач је маркетиншке агенције Њу Момент (New Moment New Ideas Company), једне од најнаграђиванијих кућа на Балкану, коју данас успешно воде његови синови Жарко Сакан и Лазар Сакан.
Увео је међународне стандарде у адвертајзинг и дизајн. Један је од првих copywriter-а и креативних директора у источној и средњој Европи. Био је председник и члан многих жирија адвертајзинг фестивала Европе и света и стални члан жирија: Cresta – IAA, New York Festivals, EPICA, као и члан AD клуба, New York.
Идејни је творац и продуцент већег броја пројеката из разних области људског духа: Савета за ново мишљење, БеогрАД фестивала, Art Director Club-a Србија, мултимедијалног часописа Њу Момент, Галерије Идеја, Ideas Campus-a, почасни партнер Едварда де Бона у Светском Музеју Иновација.
О Драгану Сакану писано је у књигама „Како смо успјели: 13 легенди југословенског бизниса“, „Најсветлији духови Србије, „Култни ликови Београда”, „Ко је ко у Србији“.
Аутор је 3 књиге „Pretty Woman” (1996), „New Communication” (2005) и „New Idea Woman – My Profession is Dragan Sakan” (2010).

## Биографија
Драган Сакан, по образовању психолог, у свет адвертајзинга је ушао 1975. године као његов борбени критичар, да би потом написао први афирмативни рад о тржишту и реклами. Уместо критичара, постао је заљубљеник рекламе. Од тада његов живот изгледа као рекламни филм. Као и у реклами, снове је претварао у слогане, а затим у стварност. 
Био је апсолвент психологије на Филозофском факултету у Београду када га је професор др Иван Штајнбергер позвао да се прикључи пројекту увођења нових сладоледа мултинационалне компаније Јунилевер на београдско тржиште, која је, заједно са Пекабетом, формирала компанију Фриком. Тако су настали Хладиша, Руменко, Чоко моко, Цмок, Лени, а неколико година касније и Чашавко.
Захваљујући раду на пројекту „Пекабела“ 1976. године добио је позив за место истраживача у новооснованом Заводу за маркетинг у оквиру Института за научна истраживања највећег произвођача хране у бившој Југославији – ПКБ. 
У то време нису постојале методе и технике за испитивање потрошача и формирање узорка, па је Саканов пионирски рад био у њиховом постављању, тестирању и стандардизацији. Конструисао је Тест имена, Тест производа, Експериментално истраживање имиџа, Сегментацију тржишта, Пројективне методе за мотивациона истраживања, Технике предтестирања кампање, Ставове потрошача, Ставове јавног мњења... који су презентовани кроз велики број научних радова. Тиме је увео психологију у маркетинг што је утицало како на стручну јавност, тако и на клијенте.
Због личних и професионалних стандарда, 1981. године напушта сталан радни однос и ствара самостални истраживачки тим, који је радио готово сва истраживања потрошача и јавног мњења која су у то време постојала. 
Директор Агенције за економску пропаганду новинске куће Борба, Бранислав Новчић, позива Драгана Сакана да, у оквиру ње, створи независну агенцију за пружање комплетних рекламних услуга. Од тог тренутка Драган Сакан постаје оснивач и руководилац Центра за маркетинг у Агенцији Борба. Ту затиче Мирјану Пејовић – Тетку, која ће му бити подршка до краја живота.
Рад у Борби започиње као „one-man band“ агенција: био је истраживач, планер, концепционер, вођа креативних тимова и клијената. У свој креативни тим позива угледне режисере, писце и уметнике, међу којима Горана Марковића, Срђана Карановића, Бориса Миљковића, Драгослава Андрића, Душана Петричића, Небојшу Ђукелића, Зорана Симјановића, Вељка Бикића, Бату Вранешевића ... Неки од клијената били су: Беобанка, Wrangler, Јака – козметика, Олимпијске игре Сарајево, Симод, ЈИК банка, Комунист…
Визионар већ у то време, Драган Сакан осећа и спроводи кампање и у другим медијима, не само за новинску кућу у којој је агенција. 
Крајем године (1985), на фестивалу у Порторожу, агенција је освојила петнаест награда, одневши победу и над Студио маркетингом Дело. Том приликом Драган Сакан је проглашен за креативну личност године, а наредне ће године понети име пропагандисте године.
Убрзо потом од Студио маркетинга из Љубљане добија позив да као креативни директор са седиштем у Београду сам формира тим креативаца, стручњака и сарадника. Уз велику медијску пажњу отворен је Студио маркетинг Дело – Београд. 
Наредне године на фестивалу у Порторожу истовремено је представљао кампању за Беобанку, коју је радио за агенцију Студио маркетинг Дело из Љубљане, и кампању за Љубљанску банку, коју је радио за агенцију Борба из Београда. Обе кампање, обе агенције и обе банке добиле су „Златне идеје“. 
Креирао је и духовиту кампању „Грађани, јавно се жалим, имам проблема са женом“ за произвођача алата Униор Зрече. За ту је прилику позвао Радивоја Лолу Ђукића, легенду југословенске сатире, који је ангажовао своје омиљене глумце Ђокицу Милаковића и Мију Алексића. Тада су на овим просторима први пут учествовали глумци у адвертајзинг кампањама.
Током четворогодишњег деловања, Студио маркетинг Дело – Београд направио је револуцију у рекламним спотовима, освајајући значајна домаћа и међународна признања. У том периоду урађени су плакати за Дан младости, акције за обућу Београд, Жвазбуку, Беобанку, БИП, Синтелон, као и за ЕИ Ниш за чије је рекламе, под заједничким називом „Да дете буде човек“, 1987. године освојена „Златна ружа“ на фестивалу у Порторожу. Вођен је и већи број друштвених и хуманитарних акција, од маркетинга меча Боба Живојиновић – Борис Бекер, чији је приход био намењен за помоћ незбринутој деци, преко акције „Глумац и његова судбина“, маркетинга за манастир Прохор Пчињски, до акција за Октобарски салон, Истраживачку станицу Петница, радио и тв станицу Студио Б, Хомер – савез слепих, Цетињско бијенале, Етно центар Бабка, БИТЕФ, Anti AIDS Found, театар Атеље 212... 
Неке од последњих кампања пред рат у Југославији биле су акција за „Флорами“ Мостар са поруком „Водите љубав, а не рат“, за „Раденску” са слоганом „Раденска нас спаја” и кампања за црне бомбоне „Негро“ – „Није све тако црно као што изгледа. Још је црње“. 
Исте године Драган Сакан, кога су у јавности незванично звали „краљем слогана“, за Удружење менаџера Београда написао је слоган „Предузећа умиру – живот нестаје“ и „Хвала прошлости, идемо даље!“
Неки његови најпрепознатљивији слогани памте се и данас: „Друштво захтева корените промене“ (Синтелон), „Вал-вал-валера...“ (Јака, Радовиш), „Нежна и неизбежна“ (Јака, Радовиш), „Природа је већ у замци, сад је штос у сламци“ (ПКБ), „Мали и велики Јапанац“ (Мазда), „Ја знам да постоји слађа страна света, то је страна љубави“ (Банини), „Зидар Београда“ (Беобанка), „Затегни ме нежно“ (Јака, Радовиш), „Изгледа шашаво, али мене леђа више не боле“ (Космодиск), „Једначина са познатима“ (Атеље 212), „Нека сва чула уживају“ (29. новембар), „ПЕКАБЕТА пријатељ кућног буџета“, „Добро јутро, комшија“ (ПКБ), „Чича Глиша, чудо од слаткиша“ (Црнагорацооп), „Нећу прасца, пакуј генијалца“ (Милан Благојевић, Смедерево).
Почетком рата на овим подручјима (1990) и распадом старе Југославије, Драган Сакан је био међу малобројнима који је схватио да улазимо у фазу раног капитализма, да стари систем неће преживети и визионарски ствара холдинг компанију са агенцијама у Београду, Загребу, Љубљани, Скопљу, Сарајеву, Софији, Бањој Луци, Тирани. Постао је већински власник највеће агенције у Југославији S Team Bates Saatchi & Saatchi и члан Saatchi & Saatchi европског креативног борда. Незаобилазни је члан свих светских жирија из области рекламе и дизајна. Клијенти у том периоду били су: P&G, Кока-кола, Мазда, Флорами, Југопластика, Бео Зоо врт, Робне куће Београд, Ц маркет, Пекабета, Нафтна индустрија Србије, British Airways, DHL, Gallina Bianca, Hewlett Packard, Hyundai, Interbrew, Johnson&Johnson, Комбинат Спорт, Космсодиск, Џез Фестивал Скопје, Јутел, Кикиндски млин, Банини, Hiram Walker, Министарство за приватизацију Македоније... 
У то време ради и велики број нон-профит кампања: Црвени крст Србије, Комесаријат за избеглице, Међународни црвени крст, Југословенски црвени крст, Министарство културе Србије, Министарство културе Македоније, хуманитарна организација Коло српских сестара, Мали Монмартр, Београдски ЗОО Врт, Туристичка организација Порторож, Туристичка организација Београд, Туристичка организација Србије, БИТЕФ, БЕЛЕФ, пројекат „Мирослављево јеванђеље“ за Народни музеј...
Крајем 90-их Драган Сакан доста времена борави у Пирану, ренесансном градићу у Словенији, маштајући о цивилизацији у којој ће уметници, креативни људи, бити значајнији од политичара. У Пирану ће од 2000. године почети да се одржава европска школа за идеје – Ideas Campus.
Да би визију и сан коначно претворио у реалност, 2002. године оснива сопствену агенцију Њу Момент (New Moment New Ideas Company). Поред клијената као што су US Steel, Wiener Stadtische Осигурање, Аvon, ЈАТ, Lafarge, Драган Сакан ради на промоцији српске културе у свету и довођење светског креативног света у Београд.
Фокус његове активност је излазак Србије на европску и светску сцену; промоција наше културе у свету, укључивање домаћих струковних удружења у светску мрежу, организација фестивала и манифестација интернационалног типа. Тако настају Art Director Club Србија, који постаје члан европске мреже, БеогрАД фестивал, Фестивал Piran Ideas, промоција Народног музеја, Савет за ново мишљење, представљање српске архитектуре на бијеналу у Венецији, наступ Марије Шерифовић на Евровизији... Галерија Њу Момент излаже радове наших уметника по европским сајмовима, часопис Њу Момент је домаћин EPICA, Сакан у Београд доводи имена као што су др Едвард де Боно, Жак Сегела, Доналд Ган, Боб Гарфилд, Херман Васке, Мирко Илић, Марина Абрамовић, којој је и посвећен број часописа Њу Момент „Balkan Baroque“...

## Награде
Проглашен је за креативну личност године на ЈФТК, Порторож, 1985; креативног директора Агенције „Борба“ са највише награда на ЈФТК, Порторож, 1985; пропагандисту године на ЈФТК, Порторож, 1986. Био је креативни директор Агенције године нове Европе, Порторож, 1998; амбасадор српске креативности 2008. године. Добио је награду Друштва психолога Србије за популаризацију психологије „Жижа Васић“ 1986; награду за животно дело УЕПС, Београд, 2000; награду „Freedom“, Међународни центар за мир, Сарајево, 2008.
Животна и пословна филозофија Драгана Сакана базирала се на постулатима: „Идеја је најјача валута“, „Ништа није остварено док претходно није одсањано“ и „Најбоље се види срцем“.
Последња награда коју је Њу Момент (New Moment New Ideas Company) освојио је Титанијумски лав на фестивалу Cannes Lion 2013. године. То је доказ да визионар великог срца и идеја наставља да посипа златном прашином оне који га воле и следе.